# Rasząg (jezioro)
Rasząg lub Rasza (niem. Raschung See) – jezioro w Polsce, w województwie warmińsko-mazurskim, w powiecie olsztyńskim, w gminie Biskupiec.

## Położenie i charakterystyka
Według regionalizacji fizycznogeograficznej Polski jezioro znajduje się na Pojezierzu Mrągowskim. Również według regionalizacji przyrodniczo-leśnej jezioro leży w mezoregionie Pojezierza Mrągowskiego, w dorzeczu Dymer–Pisa–Wadąg–Łyna–Pregoła. Znajduje się 8 km w kierunku południowym od Biskupca, nad wschodnim brzegiem leży wieś Rasząg. Od strony południowo-wschodniej wpływa niewielki ciek, na północy istnieje odpływ niosący wody w kierunku Jeziora Rzeckiego.
Linia brzegowa rozwinięta, na jeziorze przy wschodnim brzegu znajduje się wyspa o powierzchni 0,4 ha. Zbiornik wodny leży w otoczeniu pól i łąk. Brzegi zachodnie wysokie, gdzieniegdzie strome, pozostałe płaskie i niskie.
Zbiornik wodny według typologii rybackiej jezior zalicza się do linowo-szczupakowych.
Jezioro leży na terenie obwodu rybackiego jeziora Rasząg nr 28.

## Morfometria
Według danych Instytutu Rybactwa Śródlądowego powierzchnia zwierciadła wody jeziora wynosi 30,5 ha. Średnia głębokość zbiornika wodnego to 2,9 m, a maksymalna – 5,9 m. Lustro wody znajduje się na wysokości 152,1 m n.p.m. Objętość jeziora wynosi 897,2 tys. m³. Maksymalna długość jeziora to 790 m, a szerokość 700 m. Długość linii brzegowej wynosi 2960 m.
Inne dane uzyskano natomiast poprzez planimetrię jeziora na mapach w skali 1:50 000 opracowanych w Państwowym Układzie Współrzędnych 1965, zgodnie z poziomem odniesienia Kronsztadt. Otrzymana w ten sposób powierzchnia zbiornika wodnego to 27,5 ha, a wysokość bezwzględna lustra wody to 151,2 m n.p.m.
Według danych Urzędu Miasta Biskupiec powierzchnia wynosi 39,60 ha.

## Przyroda
W skład pogłowia występujących ryb wchodzą m.in. szczupak, leszcz, płoć i lin. Roślinność przybrzeżna bardzo rozwinięta, dominuje trzcina i pałka wąskolistna, m.in. okala w sposób zwarty wyspę. Wśród roślinności zanurzonej i pływającej, najbujniejszej na południu, przeważają rdestnica pływająca i rogatek.
Jezioro leży na terenie Obszaru Chronionego Krajobrazu Pojezierza Olsztyńskiego o łącznej powierzchni 40 997,4 ha.